# لوون وارطان
لوون وارطان (ارمنی: Լևոն Վարդան؛  زادهٔ ۱۴ اکتبر ۱۹۲۵ - درگذشته ۹ دسامبر ۱۹۹۷)، نویسنده و تاریخ‌نگار ارمنی‌تبار اهل لبنان بود.

## زندگی‌نامه
وی با نام اصلی لوون موُسسی پطریریان (ارمنی: Լևոն Մովսեսի Պետիրեան؛ ارمنی غربی: Լևոն Մովսեսի Բեդիրյան) در ۱۴ اکتبر ۱۹۲۵ در حلب به دنیا آمد و در سال ۱۹۶۲ از دانشگاه آمریکایی بیروت (۱۹۶۲) و کالج گتروناکان ترکیه فارغ‌التحصیل گشت. وی در ۹ دسامبر ۱۹۹۷ در سن ۷۲ سالگی در بیروت درگذشت.